# Little HOOP
little HOOP（リトルフープ）は日本の3人組イケメン女子によるボーイッシュガールズグループ。現在の活動に関しては「dreamBoat」、「ael-アエル-」、「EUPHORIA」の項を参照。

## 概要
男装アイドルグループの風男塾、イケメン女子グループのTHE HOOPERSの兄弟グループとして2015年誕生し2019年までの約3年間活動した。

## メンバー
2019年4月より個人活動はael-アエル-・EUPHORIA
の方に移行。
| 名前 | NAME   | 生年月日      | 年齢 | 出身地 | 血液型 | 特技                   | 備考                                           |
| ---- | ------ | ------------- | ---- | ------ | ------ | ---------------------- | ---------------------------------------------- |
| 夏向 | KANATA | 1996年7月9日  | 28歳 | 千葉県 | A      | 演劇、ダンス           |                                                |
| 海   | KAI    | 1999年7月13日 | 25歳 | 群馬県 | B      | ロンダート、側転、変顔 |                                                |
| 梨桜 | RIO    | 2002年3月16日 | 23歳 | 山梨県 | A      | ドラム                 | オーディション2017秋合格者。2018年4月4日に加入 |

### 卒業メンバー
| 名前 | NAME  | 生年月日      | 年齢 | 出身地 | 血液型 | 特技                         | 備考                                                  |
| ---- | ----- | ------------- | ---- | ------ | ------ | ---------------------------- | ----------------------------------------------------- |
| 香   | KAORU | 1997年1月7日  | 28歳 | 東京都 | B      | ドラム、ギター               | 2017年8月以降をもって、グループを脱退                 |
| 乃愛 | NOA   | 2000年3月22日 | 25歳 | 高知県 | A      | 水泳                         | 2017年6月24日をもって、THE HOOPERSに移籍              |
| 碧   | AOI   | 2001年2月3日  | 24歳 | 香川県 | B      | 空手、ロンダート、側転、転回 | 2017年8月20日をもって、AXELLに移籍                    |
| 麗   | REI   | 1999年3月26日 | 26歳 | 東京都 | AB     | ギター                       | 公式Twitterにて2018年10月11日をもって、グループを脱退 |

## 来歴
2015年
- 『イケメン女子オーディション2015』のオーディションにて選ばれた 夏向(KANATA)、香(KAORU)、海(KAI)、麗(REI)、乃愛(NOA)、碧(AOI)が研修生となった。

2016年
- 8月11日、THE HOOPERS主催フェス『キュン♥Fes.2016』にてTHE HOOPERSのバックダンサーとして出演した。
- 10月31日、THE HOOPERS公式HPにおいてプロフィールが明かされた。

2017年
- 6月24日、ニコファーレにてTHE HOOPERSの新体制初ライブ『ザ・フーパーズ 新体制初披露LIVE!!』が行われ新メンバーのLee（AXELL）と一緒に乃愛（little HOOP）がお披露目された。
- 同日、乃愛(NOA)がTHE HOOPERSに移籍。
- 8月20日、AXELL公式TwitterにおいてAXELL新メンバーに翔(SHO)と碧(AOI)の加入が発表された。
- 同日、碧(AOI)がAXELLに移籍。
- 日付未定、香(KAORU)がグループを脱退。

2018年
- 4月4日、リトルフープ-little HOOP公式Twitterにおいてオーディション2017秋合格者である、梨桜(RIO)が加入した。
- 10月11日、リトルフープ-little HOOP公式Twitterにおいて麗(REI)がグループを脱退することが発表された。

2019年
- 1月31日、リトルフープ-little HOOP公式Twitterにおいて活動終了することが発表された。

## 出演

### ライブ・イベント
2016年
- 8月11日「キュン♥Fes.2016」場所：SHIBUYA CLUB QUATTRO
- 10月30日「1st ALBUM『FANTASIA』リリース記念＆夢のハロウィーンパーティーライブ」場所：ニコファーレ
- 11月23日「THE HOOPERS夢のステージin Sanrio Puroland」場所：サンリオピューロランド
- 12月25日「THE HOOPERSの女子会〜クリスマス編」場所：ニコファーレ

2017年
- 5月4日「TOUR FANTASIA 2017」場所：新宿ReNY

2018年
- 1月2日「ザ・フーパーズ　TOUR FANTASIA 2017/2018」 場所：渋谷Duo Music Exchange（前説を担当）
- 4月15日・5月20日・7月15日・9月2日・11月4日「イケメン女子Day」 場所：JOL原宿
- 12月16日「イケメン女子Day～AXELL＆リトルフープ SP～」 場所：JOL原宿
- 12月22日「ザ・フーパーズ FANTASIC SHOW〜クリスマス大感謝祭SP DAY1〜」場所：柏PALOOZA（1部で4曲披露）
- 12月23日「未来ワンマンライブ「ホワイト・エンジェル・クリスマス」場所：新横浜NEW SIDE BEACH!!（梨桜がドラムで参加）

### 映像
2017年
- THE HOOPERS『SHAMROCK』ミュージックビデオ

### ネット配信
2018年
- 3月21日『つばさ師匠独演会〜からのザ・フーパーズの仮SHOW空間〜』